# Stefan Ruzowitzky
Stefan Ruzowitzky (ur. 25 grudnia 1961 w Wiedniu) – austriacki reżyser i scenarzysta filmowy.

## Wczesne życie
Ruzowitzky urodził się w Wiedniu. Studiował dramat i historię na Uniwersytecie Wiedeńskim i zaczął reżyserować teledyski (m.in. dla N Sync) oraz reklamy.

## Kariera filmowa
W 1996 Ruzowitzky przedstawił swój pierwszy film fabularny Tempo, dotyczący grupy młodych ludzi mieszkających w Wiedniu. Następnie otrzymał nagrodę Max Ophüls Preis. Jego kolejny film fabularny Die Siebtelbauern, który powstał w wiejskiej miejscowości Mühlviertel w Górnej Austrii, ukazał się w 1998 i otrzymał nagrodę za najlepszy film na festiwalu w Rotterdamie oraz na Festiwalu Filmowym we Flandrii. Otrzymał również nagrodę na Międzynarodowym Festiwalu Filmowym w Valladolid.
W 2000 wyreżyserował niemiecki horror - Anatomia z Franka Potente, a w 2003 roku równie dobrze przyjęty sequel Anatomia 2. Pomiędzy tymi dwoma produkcjami wziął udział międzynarodowej ko-produkcji Szpiedzy tacy jak oni z 2001 jednak Matt LeBlanc i Eddie Izzard słabo ocenili ten film, tak jak widzowie.
Fałszerze (2007) mieli swoją premierę w konkursie głównym na 57. MFF w Berlinie. Film oparty był na wspomnieniach ocalałego z Holocaustu Adolfa Burgera, zaangażowanego w operację Bernhard. Obraz był pierwszym filmem w historii austriackiego kina, który zdobył Oscara dla najlepszego filmu nieanglojęzycznego podczas 80. ceremonii wręczenia Oscarów.
W 2013 wyreżyserował 90-minutowy dramat Das radikal Böse, który za pomocą autentycznych wywiadów z psychologami, wojskowymi i historycznymi ekspertami dąży do wyjaśnienia mentalności „zwyczajnych” członków załogi Einsatzgruppen i Wehrmachtu, którzy przeprowadzili Holocaust, oparty głównie na książce Christophera Browninga, zwanej Ordinary Men, która wyznacza skuteczność niemieckich maszyn zabijających do społecznych mechanizmów konformizmu i presji rówieśniczej niż nienawiści rasowej.
Obecnie pracuje nad filmem horrorem o wampirach Ostatnia podróż Demeter, oparta na opowieści Brama Stroker'a „Drakula” i thrillerze psychologicznym Braincopy.
W 2018 na ekrany wyszedł wyreżyserowany przez niego film katastroficzny Patient Zero, oparty na oryginalnym scenariuszu, który napisał Mike Le. Gwiazdy filmu to Matt Smith i Natalie Dormer.

## Filmografia
- 1996 – Tempo – pisarz i reżyser
- 1998 – Die Siebtelbauern – pisarz i reżyser
- 2000 – Anatomia – pisarz i reżyser
- 2001 – Szpiedzy tacy jak oni – reżyser
- 2003 – Anatomia 2 – pisarz i reżyser
- 2007 – Fałszerze– pisarz i reżyser
- 2009 – Czarodziejka Lili: Smok i magiczna księga – pisarz i reżyser
- 2012 – Deadfall – reżyser
- 2018 - Patient Zero – reżyser

## Oscar
2008 – Fałszerze za najlepszy film obcojęzyczny.

## Opera
W 2010 r. Ruzowitzky wyreżyserował swoją pierwszą operę Der Freischütz dla Theater an der Wien. W obsadzie znaleźli się jego faworyci Karl Markovics, w nie śpiewającej roli Samiel, produkcja została przeprowadzona przez Bertrand de Billy.